# بنفشه‌ده (نور)
بنفشه ده (نور)، روستایی از توابع بخش چمستان شهرستان نور در استان مازندران ایران است.روستای بنفشه ده مرکز دهستان میانرود است که تقریبا بیش از 40 روستا را تحت پوشش دارد.
این روستا از شمال به روستای درکاپی، از جنوب به روستای کنسپا، از شرق به جاده آمل به چمستان و از غرب به روستای سنگتاب متصل است. 
این روستا از لحاظ موقعیت جغرافیایی، کمربندی آمل به چمستان آنرا به دو قسمت تقسیم کرده است. 
همچنین به دلیل داشتن، پاسگاه نیروی انتظامی بنفشه ده امنیت این منطقه همواره تامین می باشد. اما از آنجائی که این روستا به نوعی شهر کوچکی می باشد در این منطقه شما شاهد امکانات بسیار قابل توجهی اعم از 
خدمات اداری و آموزشی ،پست بانک ،خانه بهداشت و پایگاه اورژانس، داروخانه، شبکه اتفاقات برق، خدمات کشاورزی بنفشه ده، مرکز مخابرات، شرکت تعاونی ، پمپ بنزین، فروشگاه های مختلف و نانوایی و دسترسی آسان به جاده هراز، بیمارستان و... هستید. به ندرت پیش می آید شما روستایی را بتوانید پیدا کنید که همه این امکانات رفاهی بسیار مهم را در خود جای دهد.
از لحاظ توپوگرافي، اين روستا در منطقه جلگه اي واقع گرديده كه شيب عمومي آن از جنوب به سمت شمال مي باشد. روستاي بنفشه ده از نظر اقليمي تحت تأثير جريان بادهاي شمال غربي و مديترانه اي بوده كه آب و هواي آن به تبعيت از شرايط جوي حاكم بر شهرستان معتدل و مرطوب مي باشد. 
شغل مردم روستای بنفشه ده بیشتر کشاورزی و کشت برنج می باشد. اراضي كشاورزي روستاي بنفشه ده در اطراف بافت روستا و پيرامون آن گسترده شده است.
فاصله روستای بنفشه ده با مناطق تفریحی، گردشگری اطراف:
فاصله این روستا با پارک جنگلی کشپل   24 کیلومتر در 30 دقیقه،  با ییلاق لاویج  42 کیلومتر در 1 ساعت، با جنگل واز 19 کیلومتر در 20 دقیقه، با روستای ییلاقی جوربند 26 کیلومتر در 30 دقیقه، با روستای ییلاقی گزنا سرا 56 کیلومتر در 1 ساعت و نیم، با دریاچه الیمالات  31 کیلومتر در 50 دقیقه، فاصله دارد. همچنین این روستا با جنگل هلومسر 10 کیلومتر در 20 دقیقه، با بقعه امامزاده عبدالله 6 کیلومتر در 11 دقیقه، با دانشگاه شمال 12 کلیومتر در 20 دقیقه، با روستای ییلاقی فیلبند 60 کیلومتر در 1 ساعت و 40 دقیقه، با مجموعه اکسین 14 کیلومتر در 20دقیقه  فاصله دارد.

## جمعیت
این روستا در دهستان میان‌رود قرار دارد و براساس سرشماری مرکز آمار ایران ، جمعیت آن 510 نفر (۱۳۲ خانوار) بوده‌ است. مردم این روستا به زبان مازندرانی صحبت میکنند.